# Joe Callanan
Joe Callanan (irisch Nollaig Ó Treasaigh; * 30. Januar 1949 in Kilconnell, County Galway) ist ein Landwirt und früherer irischer Politiker der Fianna Fáil. Von 2002 bis 2007 war er als Teachta Dála (Abgeordneter) Mitglied des Dáil Éireann, des Unterhauses des Parlaments (Oireachtas) der Republik Irland. 

## Leben
Joe Callanan ist der Neffe des Politikers John Callanan, der ebenfalls für Galway Teachta Dála im Dáil Éireann war. 
Bei den Wahlen zum Dáil Éireann 2002 konnte Joe Callanan im Wahlkreis Galway East einen Sitz im Dáil erringen. Diesen Sitz verlor er jedoch bei den Wahlen 2007 wieder. Nach dem Ausstieg aus der Politik widmete er sich seinem landwirtschaftlichen Hof. 